# Афет Інан
Афет Інан (тур. Afet İnan; 29 листопада 1908, Салоніки — 8 червня 1985, Анкара) — турецька історикиня і соціологиня. Одна з прийомних дочок Мустафи Ататюрка.

## Життєпис
Афет народилася в сім'ї турецького політика Ісмаїла Хакки Узмая і його дружини Шехзане-ханим 1908 року в районі Касандра Салонікського вілайєту.
Через Балканські війни сім'я Афет емігрувала в Адапазари, де 1913 року вона вступила до початкової школи. Потім сім'я деякий час проживала в Анкарі, Михаличчику, Караоглані і Бізі. Шехзане-ханим померла від туберкульозу 15 травня 1915 року. Незабаром після цього Ісмаїл Хакко-бей узяв молоду дружину Айше. Афет, не бажаючи залежати від батька, твердо вирішила стати вчителькою, щоб самій себе забезпечувати. Коли вони жили в Бізі, в Афет народилася молодша сестра Незіхе. 1920 року Афет закінчила шестирічну початкову освіту. 1921 року родина переїхала в Алаї. 1922 Афет здобула кваліфікацію вчителя в Елмали, де стала директоркою місцевої школи для дівчаток. 1925 року Афет закінчила Жіночий педагогічний коледж у Бурсі і почала працювати вчителем початкової школи в Ізмірі. Вона зустріла Мустафу Ататюрка в жовтні того ж року під час його візиту до Ізміра.
1925 року Ататюрк послав Афет до Лозанни, Швейцарія, для вивчення французької мови. Після повернення до Туреччини 1927 року вона відвідала французький ліцей-інтернат «Нотр-Дам де Сіон» у Стамбулі. Після закінчення навчання Афет призначено вчителем історії в середній школі. 1935 року Афет знову побувала в Швейцарії і три роки навчалася в Ежена Піттара в університеті Женеви. Після здобуття вищої освіти Афет здобула ступінь доктора філософії в галузі соціології 1939 року. 1950 року вона стала викладачем в Анкарському університеті.
Вона була співзасновником і провідним членом Турецької історичної організації.
Афет померла 8 червня 1985 року в Анкарі, залишивши свого чоловіка доктора Ріфата Інана, дочку Арі і сина Деміра.

## Вибрана бібліографія
- Medeni bilgiler ve M. Kemal Atatürk'ün el yazıları, Ankara, Türk Tarih Kurumu, 1969
- Atatürk'ten yazdıklarım, Ankara, 1969
- Recherches Sur les Caractéres Anthropologiques des Population de la Turquie, Genève, 1939
- Türk Amirali Piri Reis'in Hayatı ve Eserleri
- L'émancipation de la Femme Turque